# Carybdea sivickisi
Carybdea sivickisi é uma espécie de água-viva cúbica (Cubozoa) da família Carybdeidae.